# 桂 (姓)
桂（けい）は、漢姓の一つ。中国、朝鮮などに分布する。

## 中国の姓
2020年の中華人民共和国の統計では人数順の上位100姓に入っておらず、台湾の2018年の統計では232番目に多い姓で、1,373人がいる。

### 著名な人物
- グイ・ルンメイ（桂綸鎂） - 台湾の女優。
- 桂万栄（中国語版） - 南宋の政治家。
- 桂彦良 - 明の政治家。
- 桂名揚（中国語版） - 粤劇俳優。
- 桂永清（中国語版） - 中華民国の高級軍事将領。
- 桂宗堯（中国語版） - 中華民国の外交官。
- 桂希恩（中国語版） - 武漢大学教授。
- 桂世鏞（中国語版） - 経済学家。

## 朝鮮の姓
桂（けい、ケ、朝: 계）は、朝鮮人の姓の一つである。

### 著名な人物
- 桂徳海（朝鮮語版） - 《鳳谷桂察訪遺集》を著した学者。
- 桂奉瑀 - ハングル学者。
- 桂応祥 - 日本統治時代の朝鮮、朝鮮民主主義人民共和国の繊維学者、遺伝学者。
- 桂鎔黙 - 朝鮮の小説家。
- 桂珖淳 - 韓国の国会議員。
- 桂銀淑 - 韓国のトロット歌手、演歌歌手。

### 氏族
本貫は遂安桂氏が大宗である。始祖桂碩遜は本来中国天水の人で明朝の礼部侍郎であったが、高麗時代に朝鮮に帰化して遂安伯に封ざれた。彼の長男元祐の子孫は平安北道宣川・江界に、彼の弟元祚の子孫は江華島に、末子元禔の子孫は平安南道江東に居住し、一派を成した。
| 氏族（地域） | 創始者                       | 人数（2015年） |
| ------------ | ---------------------------- | -------------- |
| 江陵桂氏     |                              | 14             |
| 光海桂氏     |                              | 8              |
| 九老桂氏     |                              | 6              |
| 衿川桂氏     |                              | 7              |
| 東谷桂氏     |                              | 7              |
| 宣川桂氏     |                              | 65             |
| 遂安桂氏     | 中国の明朝の礼部侍郎の桂碩遜 | 6,056          |
| 遂完桂氏     |                              | 9              |
| 水原桂氏     |                              | 96             |
| 遂従桂氏     |                              | 6              |
| 遂漢桂氏     |                              | 14             |
| 順安桂氏     |                              | 9              |
| 延安桂氏     |                              | 44             |
| 定州桂氏     |                              | 6              |
| 朱安桂氏     |                              | 9              |
| 逐安桂氏     |                              | 36             |
| 平壌桂氏     |                              | 15             |
| 河東桂氏     |                              | 7              |
| 漢陽桂氏     |                              | 8              |
| 海州桂氏     |                              | 9              |
| 黄州桂氏     |                              | 37             |

### 人口と割合
1930年国勢調査当時、約90%が平安道に住んでおり、南朝鮮には166世帯が住んでいた。
| 年度   | 人口    | 世帯数    | 順位         | 割合 |
| ------ | ------- | --------- | ------------ | ---- |
| 1930年 |         | 2,231世帯 | 258姓中82位  |      |
| 1960年 | 3,661人 |           | 258姓中114位 |      |
| 1985年 |         | 1,501世帯 | 274姓中115位 |      |
| 2000年 | 6,282人 |           |              |      |
| 2015年 | 6,636人 |           |              |      |

## ベトナムの姓
桂（クエ、越: Quế）はベトナムの姓の一つ。

### 著名な人物
- クエ・ゴック・ハイ（桂玉海） - サッカー選手。